# ترميز الصوت

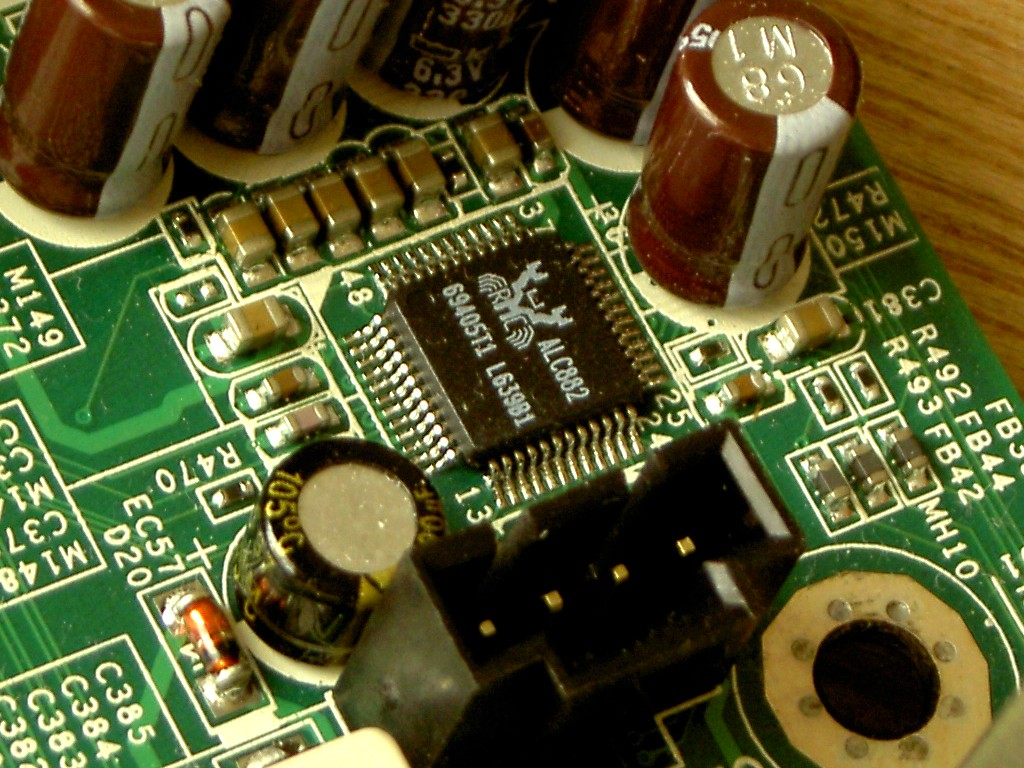

ترميز الصوت (بالإنجليزية: audio codec)‏ هو برنامج حاسوب ينفذ خوارزمية ضغط البيانات الصوتية الرقمية وفقا لإعطاء صيغة الصوت ملف أو دفق تنسيق الصوت كائن من الخوارزمية هو تمثيل عالية الدقة إشارة الصوت مع الحد الأدنى لعدد البتات مع الحفاظ على الجودة. وهذا يمكن أن يقلل بفعالية من مساحة التخزين وعرض النطاق الترددي اللازم لانتقال تخزين الملفات الصوتية . ويتم تنفيذ معظم برامج الترميز و المكتبات التي واجهة واحدة أو أكثر من مشغلات الوسائط المتعددة